# Советско-афганский договор (1921)
Договор о дружбе между РСФСР и Эмиратом Афганистан — двустороннее соглашение, заключённое 28 февраля 1921 года в Москве.

## Предыстория
Эмир Афганистана Аманулла-хан 7 апреля 1919 года направил главе советского правительства В. И. Ленину письмо, в котором сообщил о своём вступлении на престол и о провозглашении независимости Афганистана и предложил установить дипломатические отношения. Аналогичное письмо было направлено министром иностранных дел Махмуд-беком Тарзи народному комиссару по иностранным делам Г. В. Чичерину.
27 мая было направлено ответное письмо В. И. Ленина Аманулле-хану и нота Народного комиссариата по иностранным делам РСФСР Министерству иностранных дел Афганистана. В этих документах выражалось безоговорочное признание суверенных прав Афганистана и согласие установить с ним дипломатические отношения.
Летом 1919 года советский представитель Я. З. Суриц прибыл в Афганистан, а в октябре того же года афганская миссия во главе с Мамед Вали-ханом была принята в Москве.
13 сентября 1920 года в Кабуле между двумя государствами состоялось подписание прелиминарного договора.

## Подписанты
Подписали со стороны Советской России — Г. В. Чичерин и Л. М. Карахан, со стороны Афганистана — Мухаммед Вали-хан, Мирза Мухаммед-хан и Гулям Саддык-хан.

## Ратификация
Был ратифицирован 13 августа 1921 года.

## Вступление в силу
Вступил в силу 14 октября 1921 года.

## Содержание
В преамбуле говорилось, что Договор был заключён «в целях упрочения дружественных отношений между Россией и Афганистаном и ограждения действительной независимости Афганистана».
Договаривавшиеся стороны подтвердили признание независимости друг друга и установление дипломатических отношений, обязались не заключать с третьей державой военное или политическое соглашение, которое «доставило бы ущерб» одной из договаривавшихся сторон. РСФСР предоставила Афганистану право свободного и беспошлинного транзита грузов через свою территорию, а также согласилась оказать ему финансовую и материальную помощь.